# 贝西 (湖怪)
贝西（英语：Bessie），又称南湾贝西（英语：South Bay Bessie）是据传出没于伊利湖中长30-40英尺（9-12米）、类似大海蛇的神秘生物。第一次贝西的目击报告于1817年，之后的目击一直持续至现代。

## 历史
- 1817年7月，一艘帆船的船员报告一条30-40英尺长的巨蛇。同年晚些时，发生另一次目击，水怪长60英尺（18米）、皮肤呈铜色，船员试图开枪射击，但未有效果。[2]
- 1990年9月3日，鲍勃·索拉科考（Bob Soracco）看见一个有着灰色斑点的生物正在下潜。[3]
- 1990年9月4日 ，哈罗德·布里克与他的家人在杉点乐园钓鱼时目击一只长35英尺（10.7米）的巨蛇在离他们约1000英尺（304.8米）的地方游过。[3]
- 1990年9月11日，消防员吉姆·约翰逊（Jim Johnson）与史蒂夫·迪尔克斯（Steve Dircks）看见一个长30-45英尺（9-13.7米）、皮肤呈深蓝色或黑色的动物在浮在伊利湖约3-6分钟。[3]
- 1991年7月，约翰·卡夫（John Kraft）目击到贝西并拍下两张照片，据卡夫描述，这是一只没有鳍、类似巨蛇的奇怪动物。[4]
- 1993年，《老实人报》发布一则报道：多家企业联合悬赏，如果有任何人抓住一只长度至少30英尺（9.144米），体重至少1,000磅（453.59千克）且未经确认的水生生物，将会获得102700美元的奖励。[5]
- 2001年8月，有多人（至少3人）在伊利湖遭到不明生物攻击，一些人相信这是贝西、Old Greeny或克雷西 (未確認生物){造成的的，而医生判断凶手可能是弓鳍鱼，这是一种原始且具有攻击性的鱼类。[6]
- 2012年9月，由于自然发生的温度倒置现象，伊利湖12米以下水域氧气接近0，导致大量鱼类死亡，[7]但未知此事对贝西的影响。

## 流行文化
- 美国超市小报《世界新闻周报》曾刊登一则“伊利湖怪兽攻击帆船”的谣言新闻，并煞有其事的附有一张黑白照片。[5]

## 理论
俄亥俄海格兰特研究组织研究员弗雷德·斯奈德（Fred Snyder）认为，伊利湖是由第四纪大冰期的冰川活动产生的湖泊，在地质学上仍属很年轻湖泊，因此绝不可能是恐龙时代的幸存生物。贝西很可能是生活于湖中的长达3米、重300磅（136千克）、生活于湖底且濒临灭绝的鲟鱼。